# La mortadella
La mortadella è un film del 1971 diretto da Mario Monicelli con Gigi Proietti e Sophia Loren. Il film segnò l'esordio cinematografico per Danny DeVito.

## Trama
Maddalena, operaia in un'azienda di salumi, raggiunge negli Stati Uniti il fidanzato Michele, ma viene fermata alla dogana perché non vuole separarsi dalla mortadella regalatale dagli ex colleghi, non importabile a causa delle leggi statunitensi. In poco tempo, Maddalena si rende conto che Michele, da quando vive a New York, ha rinunciato ai suoi ideali per interessi economici, motivo che la porta ad annullare la promessa di matrimonio.
Costretta a rimanere per alcuni giorni all'interno dell'aeroporto, Maddalena decide di mangiare la mortadella (che offre anche ad alcuni dipendenti locali), finché, con il salume ormai ridotto a poche centinaia di grammi, le autorità finalmente sbloccano la situazione. Nel frattempo Jack - reporter a caccia di articoli sensazionali - le aveva offerto conforto e appoggio. Finalmente libera, Maddalena ne accetta l'ospitalità.
In seguito a un ennesimo litigio - degenerato fino al punto di causare danni ingenti all'arredamento d'un ristorante - Michele, sempre più ambizioso, prende lo spunto per un'iniziativa d'affari e la propone a Maddalena, che declina. A questo punto Jack si coinvolge direttamente, prende le difese di Maddalena e litiga con Michele. Molto provata dall'ennesimo litigio, lei abbandona definitivamente quest'ultimo, che, a sua volta, aveva dichiarato di non voler sposare una "puttana" dopo che Maddalena stessa gli aveva rivelato d'aver fatto l'amore col giornalista.

## Curiosità
Nei titoli di coda, il cognome dell'attrice Susan Sarandon è riportato erroneamente in "Sarendon".